# Prodidomus purpureus
Prodidomus purpureus là một loài nhện trong họ Gnaphosidae.
Loài này thuộc chi Prodidomus. Prodidomus purpureus được Eugène Simon miêu tả năm 1907.